# 바클리즈

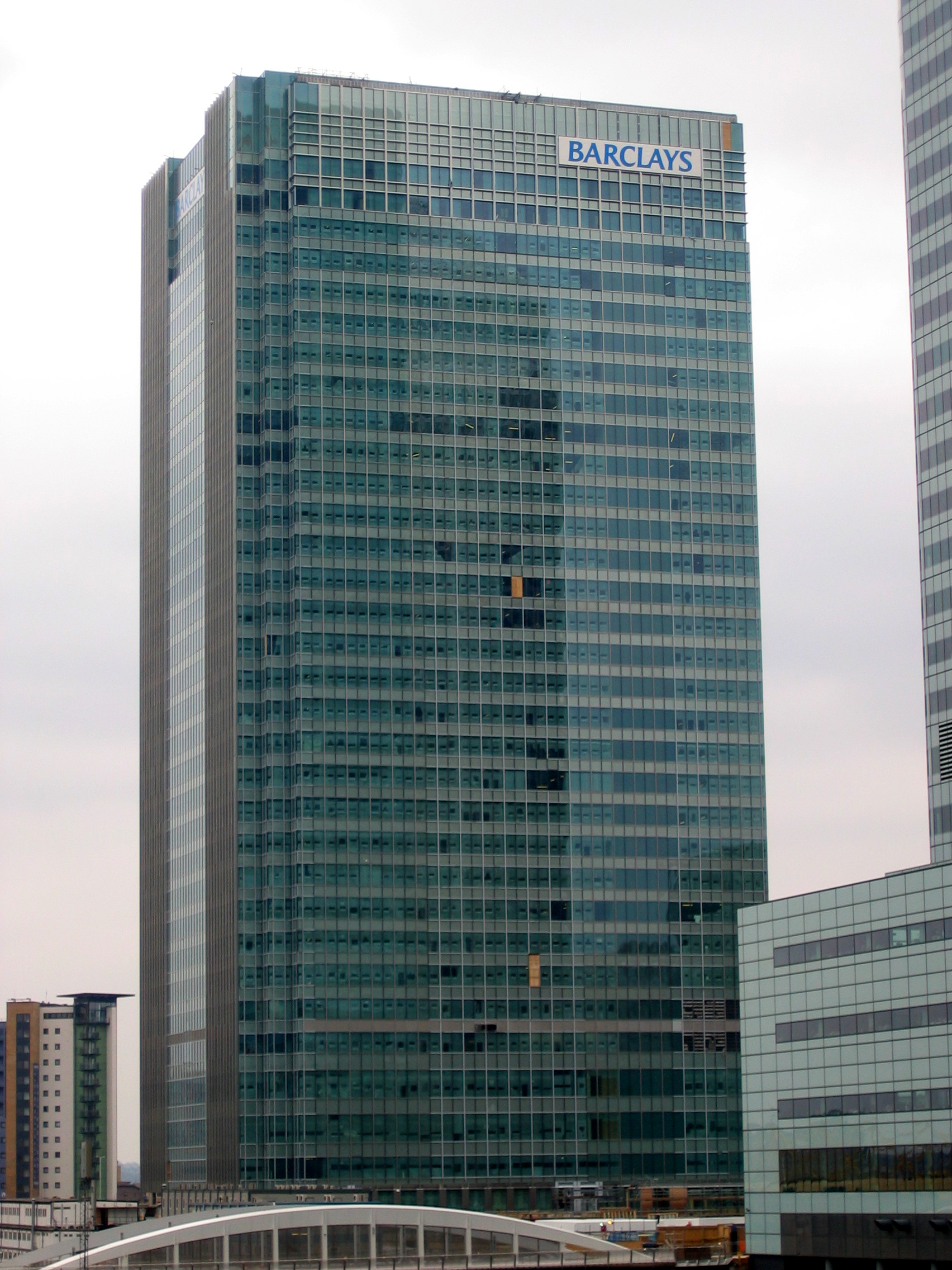
바클리즈 그룹 본사

바클리즈(Barclays PLC)는 영국에 본사를 둔 글로벌 금융 서비스 기업이다. 유럽, 미국, 중동 라틴아메리카, 오스트레일리아, 아시아, 아프리카에서 영업을 한다. 바클리즈 PLC는 일종의 지주회사이며, 런던 증권거래소와 뉴욕 증권거래소에 상장되어 있다. 자회사인 바클리즈 은행을 통해서도 영업을 한다. 바클리즈는 영국 프리미어리그의 전 스폰서이기도 하다.
바클리즈는 기본자본 규모로 따졌을 때(325억USD) 세계에서 4위이다. 시가총액으로는(716억USD) 세계에서 28번째이다. 자산 규모로 놓고 보면 영국 내에서 3번째이다.
이 은행의 본사는 런던 도클랜즈 카나리 워프 처칠 플레이스 1가에 있다. 2005년 5월에 롬바르드 가에서 옮겨왔다.

## 역사
이 은행의 역사는 1690년, 런던의 은행들로 거슬러 올라간다. 이름 "바클리즈"(Barclays)는 1736년에 가서야 붙었다.

## 바클리즈 그룹
- 바클리즈 뱅크 PLC
- 메르세르스 뎁 콜렉션 에이전시 (Mercers Debt Collection Agency)
- 바클리즈 뱅크 델라웨어 (예전 이름은 바클리카드 유에스(Barclaycard US), 원래 이름은 주니퍼 뱅크(Juniper Bank), 2003년 인수). 바클리카드 US 참조.
- 바클리즈 리테일 뱅크 — UK 클리어링 뱅크
- 바클리즈 비즈니스 뱅크 — 영국에 위치한 은행
- 바클리즈 웰스 — 주식 거래, 오프쇼어 뱅크, 프라이빗 뱅크
- 바클리즈 프라이빗 클라이언츠 인터내셔널 Ltd. — 맨섬에 본부를 둔 자회사. 채널 제도에 지점을 두고 있다.
- 바클리즈 프라이빗 에쿼티
- 바클리카드 — 전 세계적 신용카드 업무.
- 바클리카드 US — 바클리카드 글로벌 영업본부와 분리되었다. 바클리의 미국 지역 신용카드 업무를 맡아 본다. (예전 이름은 주니퍼 뱅크(Juniper Bank). US 에어웨이즈(US Airways), 미들웨스트 에어라인즈(Midwest Airlines), 프론티어 에어라인즈 마스터카드(Frontier Airlines MasterCard), 에어트랜 에어웨이즈 비자(Airtran Airways Visa) 카드 등과 같은 브랜드가 붙은 카드를 발행하고 있다.
- 바클리즈 캐피탈 — 투자은행.
- 바클리즈 글로벌 인베스터즈 — 투자금융 회사.
- 더 울위치 plc — UK 모기지 브랜드.
- 바클리즈 아프리카 — ABSA (남아프리카 공화국)으로 옮길 예정.
- 바클리즈 스페인
- 바클리즈 포르투갈
- 바클리즈 프랑스
- 압사 그룹 (남아프리카 공화국)
- 퍼스트플러스 파이낸셜 그룹 PLC

## 핵심 경영진

### 이사회[3]
- 마커스 에이저스 (Sir Davis Walker) - 회장 (Chairman)
- 앤토니 젠킨스(Antony Jenkins) - 그룹 최고경영자 (Group Chief Executive)
- 터셔 모자리아 (Tushar Morzaria) - 그룹 재무이사 (Group Finance Director)
- 풀비오 콘티(Fulvio Conti) - 비집행이사
- 데이비드 부스(David Booth) - 비집행이사
- 사이먼 프레이저 (Simon Fraser) - 비집행이사
- 앤드루 리키어만 경 (Sir Andrew Likierman)- 비집행이사
- 담비사 모요(Dambisa Moyo) - 비집행이사
- 존 선더랜드 경 (Sir John Sunderland)- 비집행이사
- 루벤 제프리 III (Reuben Jeffery III ) - 비집행이사

### 경영진
- 앤토니 젠킨스(Antony Jenkins) - 그룹 최고경영자 (Group Chief Executive)
- 터셔 모자리아(Tushar Morzaria) - 그룹 재무이사
- 로베르트 르 블랑(Robert Le Blanc) - 최고리스크책임자 (Chief Risk Officer)
- 리치 리키(Rich Ricci) - 기업투자은행부문 사장
- 마리아 라모스(Raria Ramos) - 압사은행 최고경영자
- 마크 하딩(Mark Harding) - 그룹 법률고문
- 토마스 L 칼라리스(Thomas L Kalaris) - 자산운용부문 사장 겸 바클리즈 미주 회장

## 조직
바클리즈는 그룹 회장인 마커스 에이저스가 이끌고 있다. 그는 2006년에 바클리즈 그룹에 합류하였으며, 그는 매슈 바렛의 뒤를 이어 2007년 1월 1일 바클리즈 그룹 회장 직을 맡았다. 에이저스는 BBC의 선임집행이사직을 맡고 있었으며, 예전에는 BAA PLC, 라자드의 회장이었으며 라자드 LLC의 부회장이었다. (2006년 12월 31일까지)
그룹 회장의 바로 아래 자리에 있는 사람은 그룹 CEO인 앤토니 젠킨스(Antony Jenkins)이다. 바클리즈 그룹 운영상의 전략 목표 수립과 기획을 책임진다. 그는 이 자리에 2012년 8월에 올랐는데, 그 전에는 비자 유럽Ltd 이사(2008년-2011년), 압사 그룹 비집행이사직(non-executive director of Absa)(2009년)을 수행했었다.
바클리즈의 운영 조직은 크게 두 개 상위 조직으로 나뉜다. 국제 은행 & 투자 은행 (IB&IM)과 글로벌 소매 & 상업 은행 (GRCB) 두 조직이다. IB&IM은 세 개의 운영 조직을 갖고 있다: 바클리즈 캐피탈, 바클리즈 글로벌 인베스터즈(BGI), 바클리즈 웰스 매니지먼트가 그 세 개이다. GRCB는 다수의 운영 조직을 산하에 두고 있다: 특히 영국 소매 은행 (UKRB), 영국 기업 은행 (UKBB), 바클리카드, 국제 소매 & 상업 은행(IR&CB)을 산하 조직으로 두고 있다.

## 지점
바클리즈 그룹에는 영국 하이 스트리트 브랜치들이 있다. 포스트 오피스 Ltd와 제휴하여 개인 금융 서비스를 우체국 주변에 살고 있는 소비자에게 제공하고 있고, 담보 대출 및 무담보 대출을 그것들을 필요로 하는 소비자들에게 제공하고 있다.
대부분의 바클리즈 지점은 "365일"(24/7) ATM 기기를 갖추고 있다. 바클리즈 은행 및 그 외 여러 은행의 고객들은 바클리즈의 ATM 기기들을 수수료 없이 이용할 수 있다.
바클리즈는 글로벌 ATM 연맹의 회원사이다.

## 후원
2004년부터 2015년까지 바클리즈는 프리미어리그를 후원한 적이있다. 2006년부터 처칠 컵을 후원하고 있다.
바클리즈는 1987년부터 1993년까지 풋볼 리그를 후원하였다. 부연하면, 그 전에는 투데이 지가 후원을 맡았었고, 바클리즈를 뒤를 이어 에딘버러 보험이 후원을 맡고 있다.

## 바클리즈가 겪고 있는 소송
현재, 남아프리카 공화국 시민 단체 쿨루마니 서포트 그룹의 후원을 받고 있는 시민 단체 주빌리 사우스 아프리카가 바클리즈에 보상을 요구하고 있다. 다른 기업인 시티그룹, 영국석유공사, 로열 더치 쉘, 포드, 제너럴 모터스, 도이체 방크 등을 포함해서이다. 1970년대, 1980년대 남아프리카 공화국 인종 차별 정책을 간접적으로 지원했다는 까닭에서이다. 뉴욕주 항소법원과 남아프리카 공화국 법무부는 주권침해를 이유로 이 소송을 종결시키려 하고 있다고 전해지고 있다.

## ABN 암로 인수 논란
바클리즈는 네덜란드 최대 은행인 ABN 암로 인수전에 뛰어들었으나, 결국 실패하고 만다.
2007년 3월 바클리즈는 네덜란드 최대 은행인 ABN 암로와의 인수합병 계획을 발표하였다. 2007년 10월 5일, 바클리즈는 응찰을 포기한다고 밝혔다. citing inadequate shareholder (ABN) support. Fewer than 80% of shares had been tendered to Barclay's cash-and-shares offer. 로열 뱅크 오브 스코틀랜드 콘소시엄이 ABN 암로에 대해 711억 유로(1천억 달러)를 제시해, 인수전을 승리하게 됐다.
ABN 암로에 대한 응찰을 위해, 바클리즈는 중국 국가개발은행의 지분 3.1% 및 싱가포르 정부 투자 자회사인 테마섹 홀딩스 지분 3%을 처분한 바 있다.

## 재정 위기
2007년 8월 30일, 바클리즈는 £16억 ($32억)의 자금을 잉글랜드 은행 스털링 스탠바이 패실리티로부터 빌린다고 발표하였다. 일일 거래 청산 후 다른 은행에 대한 대출을 갚지 못하게 되자 이런 일이 일어난 것이었다.
바클리즈의 대변인은 영국 시장에 유동성 위기가 없을 것이라고 말했으며, 바클리즈 자체는 유동성이 풍부하다고 말했다.

## 같이 보기
- 리먼 브러더스

## 참고 문헌
- “Top 1000 World Banks 2006”. 《The Banker》. 2006년 8월 20일에 원본 문서에서 보존된 문서. 2006년 9월 3일에 확인함.
- “Barry's Newsroom”. Barkleys. 2007년 1월 25일에 원본 문서에서 보존된 문서. 2007년 1월 27일에 확인함.